# Жозеф-Бонапарт (залив)
Жозеф-Бонапарт (англ. Joseph Bonaparte Gulf) — крупный залив Тиморского моря на севере Австралии, на стыке границ Северной территории и Западной Австралии. Площадь около 26 780 км².
Назван в честь Жозефа Бонапарта (старшего брата Наполеона I) — короля Неаполя (1806—1808) и позднее Испании (1808—1813).
В Австралии залив часто также называют Залив Бонапарта (Bonaparte Gulf).
В залив впадают реки Орд и Виктория.
Бассейн Бонапарт является крупным осадочным бассейном на дне залива и крупной частью Тиморского моря, в нём находится ряд действующих и потенциальных месторождений нефти.